# Kladoptosis
Als Kladoptosis (auch Zweigabsprung, Zweigabwurf) wird das aktive Abtrennen von Zweigen oder Ästen durch ein Gehölz bezeichnet. Dabei bildet das Gehölz eine so genannte Trennschicht an der Astbasis aus, um den Zweig oder Ast vom tragenden Ast zu trennen. Kladoptosis dient unter anderem der Anpassung der Verzweigungsstruktur an sich ändernde Umweltbedingungen (v. a. Wasserverfügbarkeit). Der Prozess ist zu unterscheiden von dem nicht gesteuerten Verlust eines Astes aufgrund von äußeren Einflüssen wie bspw. Bruch bei starkem Wind oder Grünastbruch.
Kladoptosis an Laubbäumen tritt insbesondere in den Gattungen der Pappeln, Weiden und Eichen auf, ist aber auch in diversen weiteren Gattungen nachgewiesen (bspw. Ahorn, Esche und Nussbäume). Auch diverse Nadelbäume (bspw. in den Gattungen Araukarien, Kiefern, Sumpfzypressen, Lebensbäume) sind in der Lage Kladoptosis zu betreiben.

## Ursachen und Funktion
Durch Trockenstress ausgelöste Kladoptosis dient primär der Reduzierung der Blattoberfläche. So wird weniger Wasser durch Transpiration an die Atmosphäre abgegeben. Im stark beschatteten Bereich einer Baumkrone kann Kladoptosis auch dazu dienen solche Astpartien abzutrennen, die nur eine geringe Fotosyntheseproduktivität aufweisen.
Nadelgehölze deren Nadeln an Kurztrieben stehen (beispielsweise Kiefern) nutzen Kladoptosis auch, um im Rahmen der üblichen Nadelerneuerung alte Nadeln abzuwerfen.
Kladoptosis kann auch als Teil der Fortpflanzung mancher Baumarten verstanden werden. So sind zum Beispiel die Äste von Weiden und Pappeln oft in der Lage nach der Abtrennung vom Baum Wurzeln zu schlagen und zu eigenständigen Bäumen heranzuwachsen.

## Kladoptosis an Stiel-Eichen
Der Vorgang der Kladoptosis wurde in der Vergangenheit vor allem an Stiel-Eichen untersucht. Hier verfügen die aus einer Seitenknospe entstandenen Zweige an der Basis über eine so genannte Trennungszone. Die Trennungszone beinhaltet Leitgewebe das sich erheblich von dem Leitgewebe unterscheidet, das im Internodium ausgebildet wird. Im Internodium besteht das Xylem aus verholzten Zellen. Im Bereich der Trennungszone ist das Xylem hingegen nicht verholzt. Außerdem sind die Tracheen und Tracheiden (Gefäße) hier schraubenförmig und umwinden sich teilweise gegenseitig und sind von Parenchymgewebe umgeben. Hoftüpfel werden in der Trennungszone nicht ausgebildet. Durch die anatomischen Besonderheiten im Bereich der Trennungszone ist die wasserleitende Querschnittsfläche des Xylems stark vermindert, wodurch die Wasserleitung erheblich behindert wird.
Im Falle der Abtrennung des Astes, wird das Parenchymgewebe der Trennungszone teilungsfähig und bildet abschließendes Gewebe, so dass der Ast nicht mehr mit Wasser versorgt wird und austrocknet. Insbesondere eine in der Vegetationsperiode verminderte Wasserversorgung kann dies auslösen.
Wenn der Ast nicht abgetrennt wird, kommt es nach einigen Monaten oder Jahren zur Bildung von regulärem Xylem im Bereich der Trennungszone. Der Ast verliert dadurch seine Fähigkeit zur Kladoptosis und die Wasserleitfähigkeit an der Triebbasis erhöht sich drastisch. Der Ast wird also erst durch die Ausbildung von primärem Xylem endgültig in das hydraulische System des Baumes aufgenommen.
Da die Trennungszone ausschließlich an Seitenknospen entsteht, können Äste die aus einer Endknospe entsprungen sind nicht durch Kladoptosis abgetrennt werden.